# Record d'Europe du 20 kilomètres marche
Pour un article plus général, voir Records d'Europe d'athlétisme.
Les records d'Europe seniors du 20 kilomètres marche sont actuellement détenus par le Français Yohann Diniz, auteur de 1 h 17 min 2 s le 8 mars 2015 lors des Championnats de France de marche 2015 d'Arles en France, et chez les femmes par la Russe Vera Sokolova, créditée de 1 h 25 min 8 s le 26 février 2011 lors des championnats de Russie de marche à Sotchi.

## Progression

### Hommes
2 records d'Europe masculins du 20 kilomètres marche ont été homologués par l'AEA, le premier en 2007.
| Performance     | Athlète           | Date              | Lieu            |
| --------------- | ----------------- | ----------------- | --------------- |
| 1 h 17 min 16 s | Vladimir Kanaykin | 29 septembre 2007 | Saransk, Russie |
| 1 h 17 min 2 s  | Yohann Diniz      | 8 mars 2015       | Arles, France   |

### Femmes
3 records d'Europe féminins du 20 kilomètres marche ont été homologués par l'AEA, le premier en 2003.
| Performance     | Athlète           | Date            | Lieu                |
| --------------- | ----------------- | --------------- | ------------------- |
| 1 h 26 min 22 s | Yelena Nikolayeva | 18 mai 2003     | Tcheboksary, Russie |
| 1 h 25 min 41 s | Olimpiada Ivanova | 7 août 2005     | Helsinki, Finlande  |
| 1 h 25 min 8 s  | Vera Sokolova     | 26 février 2011 | Sotchi, Russie      |